# Gopher
Gopher je servis koji omogućuje traženje Internet resursa korištenjem lista i izbornika, i to navigacijom kroz hijerarhijske razine izbornika. Sličan je webu s tim da nema mogućnost zajedničkog prikazivanja teksta i slike. Pojavio se nešto prije weba te je bio popularniji od njega sve do pojave prvih grafičkih preglednika.
Umjesto korištenja hiperteksta, kao što to čini Web, Gopher koristi jednostavniji koncept: izbornike. Svaka je stavka u gopheru ili izbornik ili datoteka.  Gopher je međufaza FTP-a i WWW-a. Kao i na web-u unosi u Gopherovom izborniku mogu vas dovesti do računala što je udaljeno od onog za kojim trenutno radite.

## Povijest
Gopher je nastao na Sveučilištu Minnesota 1991. godine kada su Mark McCahilli i njegovi prijatelji odlučili napraviti sustav hijerarhijski uređen koji bi bio poznat, a čija bi izrada bila jeftina i brza. Ime Gopher dobilo je po maskoti Minnesota sveučilišta. No neki tvrde da potiče od izraza: ˝go for˝ information.

## Uporaba
Uporaba Gophera prilično je jednostavna. Kada se spojite s dijelom Gopher poslužitelja predstavlja vam se izbornik koji sadrži naslove drugih izbornika ili naslove dokumenata koje možete pregledavati. Jednostavno odaberite naslov koji želite i kliknite na njega, što vas dovodi do željenog izbornika ili, ako ste odabrali dokument prikazuje vam taj dokument.

## Gopher danas
Danas se Gopher koristi manje nego u vrijeme kad je nastao jer ga je zamijenio World Wide Web. Softver klijenta za Gophera postaje sve manje uobičajen zato što softver klijenta za Web može surađivati i s Gopherom. Stoga umjesto da se pokreće jedan program za Web i jedan za Gopher, može se pokrenuti samo onaj za Web i nadalje imati pristup uslugama na Gopheru. Gopher je dobar primjer ubrzanog razvoja računalne industrije u kojoj stvari koje su danas hit sutradan gotovo nestanu.